# El palacio de la medianoche
El palacio de la medianoche es una novela de Carlos Ruiz Zafón publicada en 1994, forma parte de “La trilogía de la niebla” que comenzó con su primera novela "El príncipe de la niebla" (1993), seguida de El palacio de la medianoche (1994) y por último "Las luces de septiembre" (1995).

## Sinopsis
La trama transcurre en 1932 concretamente en Calcuta(India), la ciudad está siendo atravesada por un tren en llamas, un espectro de fuego propaga el miedo en las sombras de la noche, pero esto es solo el principio. Cerca de cumplir dieciséis años, Ben, Sheere y sus amigos de Chowbar Society se verán obligados a enfrentarse a un horrible enigma relacionado con la historia de la ciudad de los palacios. Los habitantes del pueblo conocen la verdadera historia que fue escrita en páginas invisibles de sus almas, en maldiciones silenciosas y escondidas.

## Otras obras

### Narrativa juvenil
"La trilogía de la niebla":
- El príncipe de la niebla (1993)
- El palacio de la medianoche (1994)
- Las luces de septiembre (1995)

### Narrativa adulta
Tetralogía "El cementerio de los libros olvidados":
- La sombra del viento (2001)
- El juego del ángel (2008)
- El prisionero del cielo (2011)
- El laberinto de los espíritus (2016)